# Krivak-klassen
Krivak-klassen (russisk betegnelse: Projekt 1135 Burjevestnik – Stormsvale) er en fregatklasse bygget til den sovjetiske flåde. Klassen benyttes nu af Rusland og Ukraine. En ny moderne skibsklasse er afledt af Krivak-klassen; den indiske Talwar-klasse. Denne skibsklasse er sommetider omtalt som Krivak IV.

## Historie
Klassen blev første gang set af vesten i 1970. Til flåden blev der bygget 32 skibe i to versioner, efterfølgende bestilte KGB yderligere otte til grænsepatrulje. Klassens primære opgave var antiubådskrigsførelse. På grund af skibenes relativt små størrelser kunne de blive bygget på de små værfter i Sortehavet og Østersøen hvorved de større værfter kunne frigøres til at konstruere større og mere avancerede skibe.

### Episoder involverende Krivak-klassen
Fregatten Storozjevoi oplevede i 1975 et mytteri, der gav romanskribenten Tom Clancy ideen til sin bestseller Jagten på Røde Oktober.
Bezzavetnyj fremprovokerede i 1988 en kollision med den amerikanske Ticonderoga-klasse krydser USS Yorktown (48) der sammen med destroyeren USS Caron (970) ville demonstrere sin ret til fredelig gennemsejling af den sovjetiske territorialfarvandszone på 12 sømil fra Sovjetunionens Sortehavskyst. Retten til fredelig passage af territorialfarvand er tilladt hvis det er den korteste vej til og fra internationalt farvand. Enkelte steder anerkendte den sovjetiske stat ikke denne ret som eksempelvis i dette tilfælde ved Krim-halvøen. Da Caron (Spruance-klassen) var udstyret med elektronisk efterretningsudstyr fra NSA ønskede man ikke at "udvalgte" lande kom i nærheden af følsomme militære installationer og sendte derfor en let fregat af Mirka II-klassen samt Bezzavetnyj for at afvise de amerikanske skibe.
Den 8. december 2008 udbrød der brand på fregatten Neukrotimyj (Krivak II) hvorved en officer blev omkom. Skibet lå langs kaj i Baltijsk, hvor det var under udfasning fra Østersøflåden. Allerede i 2005 var skibet involveret i et uheld hvor øvelsesammunition sprang og skibet sank delvist i Neva-floden. Efterfølgende blev skibet dog repareret ved Severnaja værftet.
I august 2009 deltog fregatten Ladnyj (Krivak I) med tre skibe af Ropucha-klassen og to ubåde i eftersøgningen af fragtskibet Arctic Sea, der forsvandt i Atlanterhavet på vej mod Finland.

### Fremtid og afløser
For tiden er der kun fire Krivak I/II og tre Krivak III i tjeneste i den russiske flåde. Udviklingen af en Krivak IV version (Talwar-klassen) blev kun udviklet til eksport. Krivak-klassen skal efter planerne erstattes af korvetterne af Steregusjij-klassen samt fregatterne af Admiral Gorsjkov-klassen. I en overraskende erklæring udtalte chefen for den russiske flåde, Admiral Vladimir Vyssozki, den 25. september 2010 at Jantar-værftet i Kaliningrad havde vundet en kontrakt på tre fregatter af Krivak-klassen til Sortehavsflåden. I 2015 vil denne flåde have mindst fem skibe af denne klasse i tjeneste.

## Versioner

### Krivak I
Der blev i alt bygget 21 enheder af Krivak I-klassen (Projekt 1135.2) på tre forskellige værftet i Leningrad, Kaliningrad og Kertj. Byggeperioden var mellem 1968 og 1983. Tre af skibene blev omfattende ombygget og moderniseret i 1990. På disse tre skibe afmonterede man SS-N-14 Silex-antiubådsmissilsystemet og erstattede det med SS-N-25 Switchblade antiskibsmissiler.

### Krivak II
Elleve enheder af den forbedrede Krivak II-klasse (Projekt 1135M) blev færdiggjort mellem 1975 og 1983 i Kaliningrad. Forbedringerne til denne version synes begrænset til en større kaliber våbensystem. Et eller to skibe blev desuden overdraget til Ukraine efter Sovjetunionens sammenbrud.

### Krivak III
Denne variant (Projekt 1135.1 eller 1135P) blev bygget til de sovjetiske grænsevagter der var underlagt KGB. De blev ikke udrustet med SS-N-14 missiler men er til gengæld udrustet med en hangar der gør dem i stand til at medbringe en helikopter i længere perioder. På samme måde blev våbensystemer og sensorpakker modificeret. Enhederne blev færdiggjort i Kertj mellem 1984 og 1993.

## Teknik
Fregatterne er 123,50 meter lange og 14,20 meter brede. Dybdagnen er 7,2 meter og deplacementet er mellem 3.500 til 3.900 tons. Fremdrivningssystemet består af et gasturbinesystem bestående af to gasturbiner på i alt 13.600 Hk, der kan suppleres med yderligere to turbiner på i alt 55.500 Hk hvis høj fart er nødvendigt. Skibenes tophastighed er på 32 knob.
Skibene blev ganske markant bevæbnet. På fordækket var et stort affyringssystem til fire SS-N-14 Silex til antiubådskrigsførelse. Mellem missilsystemet og overbygningen var der et Vertical Launching System til SA-N-4 Gecko med et magasin til 40 missiler. Derudover var klassen udrustet med to firedobbelte torpedorør og to RBU-6000 antiubådsmortérer. På agterdækket var der placeret to 70 mm kanoner på Krivak I og III (udskiftet til 100 mm kanoner på Krivak II).

## Skibe i klassen
| Pnt.       | Navn                                                  | Kølen lagt         | Søsat             | Indgået            | Skæbne                                                          | Kaldesignal |
| ---------- | ----------------------------------------------------- | ------------------ | ----------------- | ------------------ | --------------------------------------------------------------- | ----------- |
|            | Bditelnyj                                             | 21. juli 1968      | 28. marts 1970    | 31. december 1970  | Udfaset 31. juli 1996                                           | -           |
|            | Bodryj                                                | 15. januar 1969    | 28. april 1971    | 31. december 1971  | Udfaset 17. juli 1997                                           | -           |
|            | Dostojnyj                                             | 11. august 1969    | 8. maj 1971       | 31. december 1971  | Udfaset 30. juli 1993                                           | -           |
|            | Svirepyj                                              | 8. juni 1970       | 27. januar 1971   | 29. december 1972  | Udfaset 30. juli 1993                                           | -           |
|            | Sijnyj                                                | 15. marts 1971     | 29. august 1972   | 30. juni 1973      | Udfaset 30. juli 1994                                           | -           |
|            | Doblestyj                                             | 30. november 1970  | 22. februar 1973  | 28. december 1973  | Udfaset 3. juli 1993                                            | -           |
|            | Storozjevoj                                           | 20. juli 1972      | 21. marts 1973    | 30. december 1973  | Udfaset 10. april 2002                                          | -           |
|            | Raeumnyj                                              | 26. juni 1972      | 20. juli 1973     | 30. september 1974 | Udfaset 16. marts 1998                                          | -           |
|            | Razjasjtjij                                           | 28. september 1972 | 22. juli 1974     | 30. december 1974  | Udfaset 29. oktober 1992                                        | -           |
|            | Druzjnyj                                              | 12. oktober 1973   | 22. januar 1975   | 30. september 1975 | Udfaset 10. oktober 2002                                        | -           |
|            | Dejatelnyj                                            | 21. juni 1972      | 5. april 1975     | 25. december 1975  | Udfaset 10. juni 1995.                                          | -           |
|            | Zjarkij                                               | 16. april 1974     | 3. november 1975  | 29. juni 1976      | Udfaset 10. oktober 2002                                        | -           |
|            | Retivyj                                               | 12. juni 1974      | 14. august 1976   | 28. december 1976  | Udfaset 4. august 1995.                                         | -           |
|            | Legkij (ex-Leningradskij Komsomolets)                 | 22. april 1974     | 1. april 1977     | 29. september 1977 | Udfaset 24. juli 2003                                           | -           |
| U134       | Dnipropetrovsk (ex-Bezzavetnyj)                       | 28. maj 1976       | 7. maj 1977       | 30. december 1977  | Udfaset 1997, efterfølgende overført til Ukraine                | -           |
|            | Letutjij                                              | 9. marts 1977      | 19. marts 1978    | 10. august 1978    | Udfaset 22. juni 2002                                           | -           |
|            | Pylkij                                                | 6. maj 1977        | 20. august 1978   | 28. december 1978  | I tjeneste ved Østersøflåden                                    | -           |
|            | Zadornyj                                              | 10. november 1977  | 23. marts 1979    | 31. august 1979    | Udfaset 3. december 2005.                                       | -           |
| U133       | Mikolaiv (ex-Bezukoriznennyj)                         | 12. juli 1978      | 3. juni 1979      | 29. december 1979  | Udfaset 1997, efterfølgende overført til Ukraine senere udfaset | -           |
|            | Ladnyj                                                | 25. maj 1979       | 7. maj 1980       | 29. december 1980  | I tjeneste ved Sortehavsflåden                                  | -           |
|            | Poryvistyj                                            | 21. maj 1980       | 16. maj 1981      | 29. december 1981  | Udfaset 5. juli 1994.                                           | -           |
| Krivak II  |                                                       |                    |                   |                    |                                                                 |             |
|            | Rezvyj                                                | 10. december 1973  | 30. maj 1975      | 30. december 1975  | Udfaset 3. maj 2001                                             | -           |
|            | Rezkij                                                | 28. juli 1974      | 17. februar 1976  | 30. september 1976 | Udfaset 4. oktober 1995                                         | -           |
|            | Razitelnyj                                            | 11. februar 1975   | 1. juli 1976      | 31. december 1976  | Udfaset 1997                                                    | -           |
|            | Grozjasjtjij                                          | 4. maj 1975        | 7. februar 1977   | 30. december 1977  | Udfaset 13. februar 1995                                        | -           |
|            | Neukrotimyj (ex-Komsomolets Litv)                     | 22. januar 1976    | 7. september 1977 | 30. december 1977  | Udfaset 1. juli 2009                                            | -           |
|            | Gromkij                                               | 23. juni 1976      | 11. april 1978    | 30. september 1978 | 16. marts 1998                                                  | -           |
|            | Bessmennyj                                            | 11. januar 1977    | 9. august 1978    | 26. december 1978  | 16. marts 1998                                                  | -           |
|            | Gordelivyj                                            | 26. juli 1977      | 3. maj 1979       | 20. september 1979 | 5. juli 1994                                                    | -           |
|            | Rjanyj                                                | 1. marts 1978      | 1. september 1979 | 31. december 1979  | 17. juli 1997                                                   | -           |
|            | Revnostnyj                                            | 1. marts 1978      | 1. september 1979 | 31. december 1979  | 24. juli 2003                                                   | -           |
|            | Pytlivyj                                              | 27. juni 1979      | 16. april 1981    | 30. november 1981  | I tjeneste ved Sortehavsflåden                                  | -           |
| Krivak III |                                                       |                    |                   |                    |                                                                 |             |
|            | Menzjinskij                                           | 14. august 1981    | 31. december 1982 | 29. december 1983  | Udfaset 1998                                                    | -           |
|            | Dzerzjinskij                                          | 20. januar 1983    | 2. marts 1984     | 29. december 1984  | I tjeneste ved kystvagten                                       | -           |
|            | Orel (ex-Jurij Andropov) (ex-Imeni XXVII Sjezda KPSS) | 26. september 1983 | 2. november 1985  | 30. september 1986 | I tjeneste ved kystvagten                                       | -           |
|            | Pskov (ex-Imenj 70-letija VTJK-KGB)                   | 26. december 1985  | 18. februar 1987  | 29. december 1987  | Udfaset 23. marts 2002                                          | -           |
|            | Imeni 70-letija pogramvojsk                           | 2. april 1987      | 28. marts 1988    | 30. december 1988  | Udfaset 23. marts 2002                                          | -           |
|            | Kedrov                                                | 4. april 1988      | 30. april 1989    | 28. december 1989  | Udfaset 23. marts 2002                                          | -           |
|            | Vorovskij                                             | 5. maj 1989        | 28. juli 1990     | 29. december 1990  | I tjeneste ved kystvagten                                       | -           |
|            | Getman Sagajdatjnyj                                   | 5. oktober 1990    | 29. marts 1992    | 2. april 1993      | I tjeneste ved kystvagten                                       | -           |
|            | Krasnyj Vympel                                        | 27. december 1992  | -                 | -                  | ikke færdiggjort, annulleret i 1995                             | -           |

## Galleri
- Bditelnyj i 1993, en Krivak I-klasse
- Pytlivyj i 1991, en Krivak II-klasse
- Her ses de to RBU-6000 mortérer og kanon på en Krivak III-klasse
- "Hetman Sahaidachnyi" Ukraines flåde
- "Hetman Sahaidachnyi"